# 白荆回廊
《白荆回廊》是由烛龙开发，腾讯、Efun、游卓网络和沛羽数位发行的战略角色扮演游戏，是烛龙游戏《古剑奇谭》的衍生作品，于2024年1月12日登陆Microsoft Windows、iOS、Android。游戏以“近未来都市”为背景，战斗系统有自走旗和塔防玩法，养成系统具有Rougelike机制。故事讲述了玩家扮演“白荆科技”的监督，与角色“同调者”们解决虚构世界“森罗”中的变异辐射问题。本作品是免费游玩的服务型游戏。
游戏上线之初，便宣布开始了与罗森、景田、《中国国家地理》、《时光代理人》和上海美术电影制片厂的联动，推出了相关产品进行游戏宣传。多个评论员和媒体认为该作美术设计和角色建模优秀，同时有评论员指出游戏具有对话过于随意、战斗玩法突兀的问题。

## 玩法

游戏截图

《白荆回廊》是一款战略角色扮演游戏，作品基于“近未来都市”风格设计的虚构世界“森罗”进行。玩家扮演“白荆科技”的监督，与角色“同调者”们解决森罗世界的变异辐射问题。游戏的战斗玩法具有即时战略、自走旗和塔防玩法。在战斗中，玩家至多使用至多8个角色进行战斗，并通过角色的部署和释放其技能完成游戏。战斗系统中亦有“元素反应”玩法，引入“水”、“雷”、“炎”、“霜”、“风”和“蚀”6种可互相反应的元素，玩家可通过释放角色技能或触发场景机关等操作进行反应，获得增益效果。游戏角色拥有“职业”，分别为“铁御”、"轻卫"、“尖锋”、“游徒”、“筑术师”、“护佑者”和“战术家”，玩家可利用角色的职业特性和技能完成战斗。游戏设计了的名为“回廊漫巡”的角色养成玩法，具有Rougelike元素。在该玩法中，玩家选择角色完成相应的战斗关卡和剧情任务后，可获得一定的评分。游戏后，玩家可利用评分，使用“精神蚀刻”机制，自定义强化角色对应属性。
《白荆回廊》是烛龙游戏《古剑奇谭》的衍生作品。《白荆回廊》拥有《古剑奇谭》部分同名角色，且融合了《古剑奇谭》的部分世界观和设定。

## 开发
《白荆回廊》由烛龙开发，使用虚幻4引擎制作。在其产品交流会中，制作人JuJu认为，将游戏背景设置为“近未来都市”有利于贴近玩家生活，引起其共鸣。在游戏的战斗玩法的设计中，开发者希望制作一种具有策略性的即时战斗玩法。再考虑到适配不同类型玩家和操作难度等因素后，形成了当下的战斗模式。
为增加游戏的策略性和运行性能，开发者开发了基于虚幻的“元素引擎”，增强了元素玩法的视觉效果。为减少角色养成中的重复和枯燥问题，开发者研发了回廊漫巡玩法。通过该玩法中不同的战斗关卡和剧情从而解决此类问题。JuJu表示，在角色模型渲染设计的设计初期，团队采用了类似于游戏《原神》、《崩坏3》和《战双帕弥什》的偏向卡通风格的渲染方案，但质量不佳，团队最终将角色的头发、身体部位使用虚幻4引擎，渲染为卡通风格的模型，而在服饰中使用物理渲染增加其细节和美术特征。但由于模型的大量细节，使得其美术成本更高。

## 宣传与发行

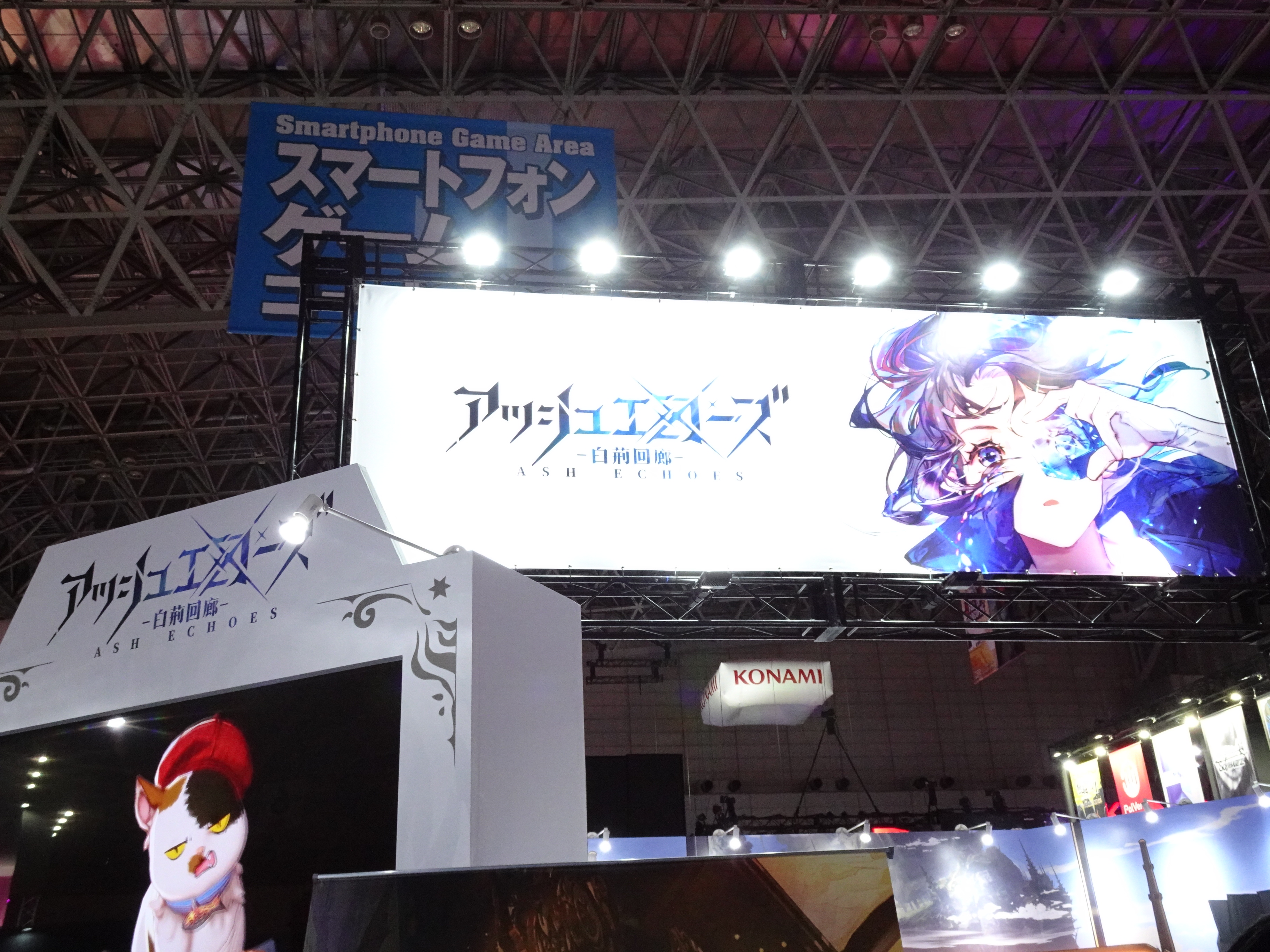
《白荆回廊》在东京电玩展2023的展出

《白荆回廊》由腾讯在中国大陆地区发行，沛羽數位在台湾发行，Efun在其他地区发行。日本最早由Restar Games負責发行，2024年2月14日，游卓网络接手日本地區發行。2022年11月，游戏获得了国家新闻出版署下发的版号，被允许在中国大陆地区发行。游戏于2021年7月24日举行的“网元圣唐嘉年华”中首次公布。2022年12月27日，游戏开始了首輪测试。2023年5月14日，游戏发布了实机预告片并公布了其Bilibili账号。2023年6月8日，游戏开始了新一輪测试，并在2023年11月7日開啟最後一輪测试后，于2024年1月12日上线。游戏发行后，运营团队便开始了与罗森、景田、《中国国家地理》、《时光代理人》和上海美术电影制片厂的联动，推出相关产品并进行宣传。2023年9月，游戏参与了东京电玩展2023的展出。2023年7月，游戏参与了ChinaJoy2023的展出。2023年12月，游戏亦参与了广州萤火虫漫展进行宣传。台服於2024年5月31日開放預約，同年7月30日公測。

## 评价与反响

### 评价
游戏葡萄的评论员秋秋认为《白荆回廊》在游戏美术上具有独特优势，美术风格独特并包含“中式水彩”风格。触乐和游戏大观也持相似观点，其中游戏葡萄的评论员反弹底射认为游戏角色动作自然且模型逼真；触乐的评论员彭楚微认为游戏美术风格细腻，并体现了开发者对游戏场景的全面理解；游戏大观也认为美术效果、建模细节优秀。游戏葡萄的九莲宝灯认为游戏用角色对白陈述其宏大的世界观使其令玩家更加通俗易懂。触乐的熊冬东认为，贴近于生活的游戏场景有利于传播更多元的中华文化。彭楚微在同一篇文章中表示，游戏的部分战斗玩法突兀，可能打断玩家的剧情体验并影响玩家对游戏剧情的理解。他还认为游戏的对话过于随意，包含大量不符合角色人设的对话设定。

### 流行度
截至《白荆回廊》发行前，游戏获得了超过了1000万人次的预约量。2024年1月14日，游戏在iOS平台的下载量达到了App Store免费游戏榜第一名。遊戲上線初期玩家評價極差，上線首日TapTap渠道服收到4000玩家差評，佔總評分四分之三，到第三日好評數才超過負評。